# Freya (Band)
Freya ist eine US-amerikanische Hardcore-Band aus Syracuse, New York, die im Jahr 2001 unter dem Namen Nemesis gegründet wurde.

## Geschichte
Die Band wurde im Jahr 2001 von den drei ex-Earth-Crisis-Mitgliedern Karl Buechner (Gesang), Erick Edwards (Gitarre) und Bulldog (Bass) unter dem Namen Nemesis gegründet, nachdem sich deren Band aufgelöst hatte. Als Gitarrist und Sänger kam Darian Lizotte zur Besetzung, während Corey Koniz als Schlagzeuger hinzu kam. Im Jahr 2003 erschien das Debütalbum der Band As the Last Light Drains über Victory Records. Im Jahr 2004 erschien eine Split-Veröffentlichung mit Hoods. Im selben Jahr war Buechner außerdem als Gastsänger in dem Lied Another Voice von Agnostic Front zu hören. Im Folgejahr war er gegen Ende September als Tourmitglied bei A Perfect Murder vertreten. Gegen Ende Oktober kam Dennis Merrick als neuer Schlagzeuger zur Band, um das neue Album Lift the Curse aufzunehmen. Währenddessen war Buechner als Gastsänger auf einem Album von Damnation A.D. zu hören. Das Album erschien im Jahr 2007 über Victory Records. Im Jahr 2007 kam Jeddie Gentile als neuer zweiter Gitarrist und Mike LaGrow als Bassist zur Band. Ab 2007 widmeten sich die Mitglieder wieder den wiedervereinten Earth Crisis. Als neue Mitglieder kamen dadurch die Gitarristen Brendon Flynn und John Sullivan sowie Schlagzeuger Graham Mitchell zu Freya. Es folgte eine Tour durch Europa. Währenddessen begannen die Arbeiten zum Album All Hail the End, das Anfang 2010 erschien.

## Stil
Die Musik von Freya ist mit der von Earth Crisis vergleichbar, wobei die Werke von Freya einen etwas aggressiveren Klang haben. Laut.de verortet die Band „irgendwo zwischen Hardcore und Thrash Metal“ und stellte eine große Nähe zur Musik von Earth Crisis heraus.

## Diskografie
- 2003: As the Last Light Drains (Victory Records)
- 2004: Hoods Freya Split (Split-Album mit Hoods, Victory Records)
- 2007: Lift the Curse (Victory Records)
- 2010: All Hail the End (Victory Records)
- 2013: Paragon of the Crucible (Deadlight Entertainment)
- 2023: Fight as One